# Capusa graodes
Capusa graodes är en fjärilsart som beskrevs av Turner 1919. Capusa graodes ingår i släktet Capusa och familjen mätare. Inga underarter finns listade i Catalogue of Life.